# Girolamo Recanati Capodiferro
Girolamo Recanati Capodiferro (ur. 22 czerwca 1502 albo 1504 w Rzymie, zm. 1 grudnia 1559 tamże) – włoski kardynał.

## Życiorys
Urodził się 22 czerwca 1502 albo 1504 roku w Rzymie, jako syn Alfonsa Recanatiego i Bernardiny Capodiferry. Po odebraniu edukacji, wstąpił do Kurii Rzymskiej i został nuncjuszem w Portugalii i Francji. W latach 1541–1544 był datariuszem apostolskim. 6 lutego 1542 został wybrany biskupem Nicei. Nie zdążył formalnie objąć diecezji, a w 1544 roku został przeniesiony do Saint-Jean-de-Maurienne. 19 grudnia 1544 roku został kreowany kardynałem diakonem i otrzymał diakonię San Giorgio in Velabro. Pełnił funkcję legata w Romanii i Francji, gdzie doprowadził do małżeństwa Horacego Farnese z Dianą d’Angouleme. Zmarł 1 grudnia 1559 roku w Rzymie.